# Hypolimnas semiramis
Hypolimnas semiramis är en fjärilsart som beskrevs av Eildey 1941. Hypolimnas semiramis ingår i släktet Hypolimnas och familjen praktfjärilar. Inga underarter finns listade i Catalogue of Life.